# Каминьский, Давид
Давид Каминьский (пол. Dawid Kamiński; род. 13 февраля 1995, Польша или Ополе) — польский футболист, полузащитник клуба «Мотор» (Люблин).
Воспитанник краковского клуба. 31 августа 2012 года дебютировал за «Вислу» в матче Экстракласы с варшавской «Полонией». 4 сентября 2018 года стал игроком команды «Мотор» (Люблин).